# Circonscription de Tataouine
La circonscription de Tataouine est une ancienne circonscription électorale tunisienne. Elle couvre le territoire du gouvernorat de Tataouine.
Elle est instaurée à partir de la VIe législature. Auparavant, la région est rattachée à la circonscription de Médenine.
Le décret-loi no 2022-55 du 15 septembre 2022 la divise en trois circonscriptions.

## Résultats électoraux
Voici les résultats de l'élection de l'Assemblée constituante de 2011 pour la circonscription ; la liste donne les partis ayant obtenu au moins un siège : 
| Parti          | Parti                                                              | Voix    | %     | Sièges |
| -------------- | ------------------------------------------------------------------ | ------- | ----- | ------ |
|                | Ennahdha                                                           | 24 954  | 59,38 | 3      |
|                | Pétition populaire pour la liberté, la justice et le développement | 2 387   | 5,68  | 1      |
| Inscrits       | Inscrits                                                           | 115 640 | 100   | 4      |
| Votants        | Votants                                                            | 44 742  |       | -      |
| Exprimés       | Exprimés                                                           | 42 025  | 100   | -      |
| Blancs et nuls | Blancs et nuls                                                     | 2 717   |       | -      |

## Représentants

### Constituants
|  | Nom                   | Image | Parti                                                              |
|  | --------------------- | ----- | ------------------------------------------------------------------ |
|  | Mohamed Salah Sghaïer |       | Ennahdha                                                           |
|  | Jawhara Tiss          |       | Ennahdha                                                           |
|  | Ali Fares             |       | Ennahdha                                                           |
|  | Saâd Bouich           |       | Pétition populaire pour la liberté, la justice et le développement |

### Députés

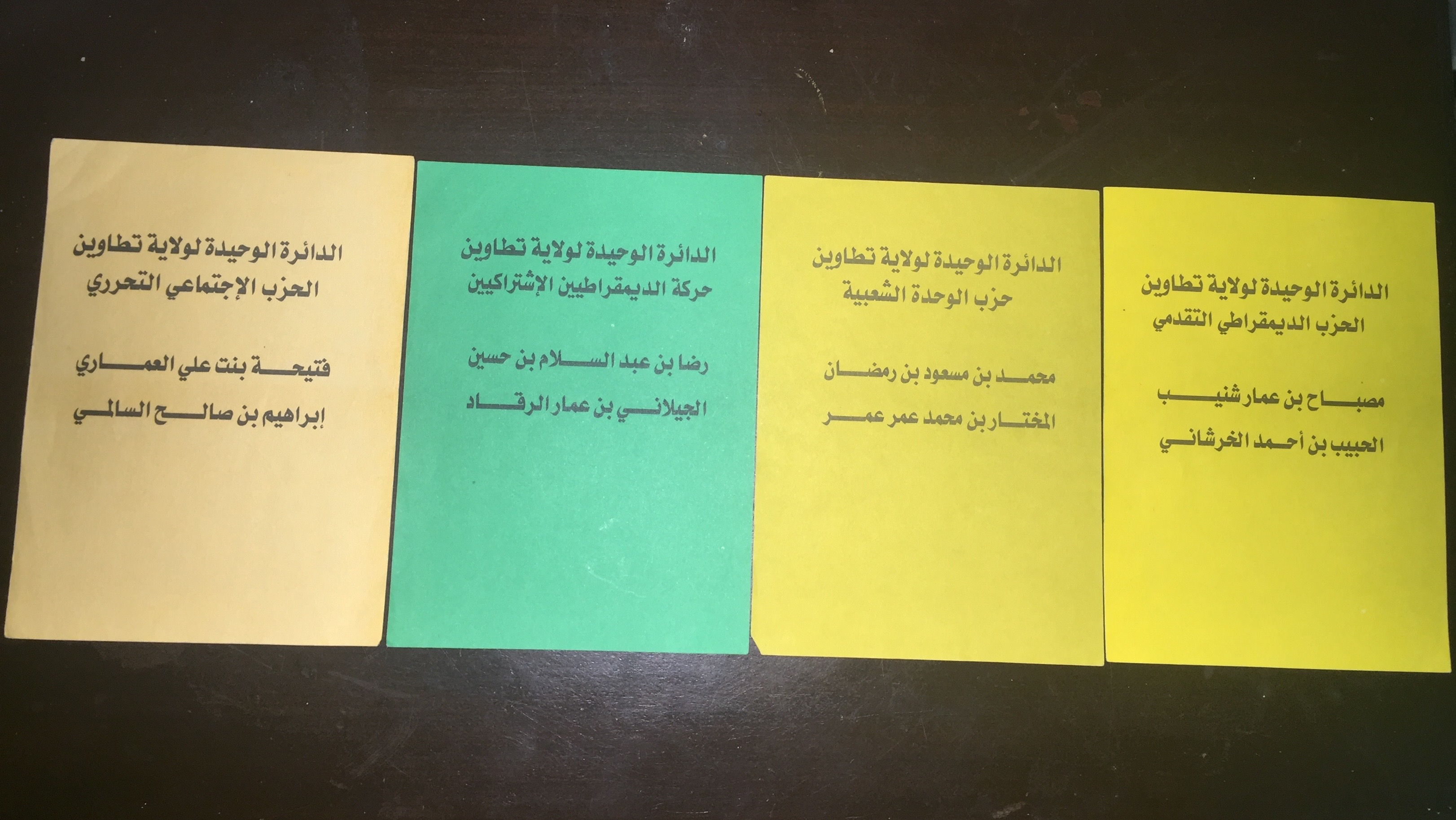
Bulletins des candidats à Tataouine en 2009 (XIIe législature) hormis celui du Rassemblement constitutionnel démocratique.

|  | Nom                                        | Parti                                        |
|  | ------------------------------------------ | -------------------------------------------- |
|  | Salah Mahdi remplacé par Abdelwahed Hechmi | Front national (Parti socialiste destourien) |
|  | Belgacem El Moutiâ                         | Front national (Parti socialiste destourien) |

|  | Nom               | Parti                                         |
|  | ----------------- | --------------------------------------------- |
|  | Abdelwahed Hechmi | Union nationale (Parti socialiste destourien) |
|  | Saïd Gombra       | Union nationale (Parti socialiste destourien) |

|  | Nom            | Parti                                      |
|  | -------------- | ------------------------------------------ |
|  | Kacem Bousnina | Rassemblement constitutionnel démocratique |
|  | Saâd Azlouk    | Rassemblement constitutionnel démocratique |

|  | Nom         | Parti                                      |
|  | ----------- | ------------------------------------------ |
|  | Habib Aoual | Rassemblement constitutionnel démocratique |
|  | Habib Roboâ | Rassemblement constitutionnel démocratique |

|  | Nom                                      | Parti                                      |
|  | ---------------------------------------- | ------------------------------------------ |
|  | Habib Aoual remplacé par Belgacem Jediaâ | Rassemblement constitutionnel démocratique |
|  | Youssef Karoui                           | Rassemblement constitutionnel démocratique |

|  | Nom               | Parti                                      |
|  | ----------------- | ------------------------------------------ |
|  | Youssef Karoui    | Rassemblement constitutionnel démocratique |
|  | Belgacem Jediaâ   | Rassemblement constitutionnel démocratique |
|  | Ridha Ben Hassine | Mouvement des démocrates socialistes       |

|  | Nom                   | Parti                                      |
|  | --------------------- | ------------------------------------------ |
|  | Saïd Bouajila         | Rassemblement constitutionnel démocratique |
|  | Mohamed Bechir Derbal | Rassemblement constitutionnel démocratique |
|  | Ridha Ben Hassine     | Mouvement des démocrates socialistes       |